# Chouga
Pour plus de détails, voir Fiche technique et Distribution.
Chouga (Шұға Shuga) est un film franco-kazakh, sorti en 2007. Il s'agit d'une libre adaptation de Anna Karénine, le roman de Léon Tolstoï.

## Fiche technique
- Titre kazakh : Shuga
- Titre français : Chouga
- Réalisation et scénario : Darezhan Omirbaev
- Pays d'origine :  Kazakhstan et  France
- Langues originales : kazakh, russe et français
- Format : couleur - 35 mm - Dolby
- Genre : drame
- Durée : 85 minutes
- Date de sortie : 2007

## Distribution
- Aidos Sagatov : Bronsky
- Alnur Turgambayeva : Chouga

## Autour du film
- Chouga a été nommé 9e dans la liste des dix meilleurs films de l'année par Les Cahiers du cinéma[1].